# 마이클 모하임
마이클 마이크 모하임 (Michael "Mike" Morhaime, 1966년 ~ ) 은 블리자드 엔터테인먼트 (1991년 설립 당시 실리콘 & 시냅스)의 창립자이자 전 CEO였다.